# Karel Hinterlechner
Karel Hinterlechner, slovenski mineralog, petrograf, geolog, filozof, akademik in pedagog, * 31. maj 1874, Ljubljana, † 25. oktober 1932, Ljubljana.

## Življenjepis
Karel Hinterlechner je bil pred prvo svetovno vojno glavni geolog pri dunajskem geološkem zavodu. Kot Slovenec nemškega porekla se je ob razpadu Avstro-Ogrske leta 1917 vrnil v Ljubljano. Hinterlechner je bil eden od ustanoviteljev Univerze v Ljubljani leta 1918. Nekaj let je bil njen rektor. V šolskih letih 1921/22, 1922/23 in 1927/28 je bil prodekan Tehniške fakultete, dekan iste fakultete je bil trikrat (1919/20, 1926/27 in 1930/31), rektor Univerze v Ljubljani v letu 1924/25 ter prorektor iste univerze v letu 1925/26. Bil je redni član Češke akademije znanosti in umetnosti. Pripravil je geološko poročilo za gradnjo Nebotičnika v Ljubljani in nadzoroval potek del. Umrl je leta  1932.
Decembra 1945 je povojna oblast njegovo družino označila za družino nemške narodnosti in jo izgnala iz Slovenije v Avstrijo, stanovanje v Ljubljani pa so jim zaplenili. Zaradi protestov in dolgotrajnih prizadevanj slovenskih akademikov, ki so opozarjali na Hinterlechnerjeve zasluge in razlagali, da gre za Slovenca z nemškim priimkom, je oblast priznala zmoto in družini dovolila vrnitev v Slovenijo. Hinterlechnerjeva žena Nežika je umrla leta 1947 v Avstriji v taborišču za razseljene osebe.